# 1889 في إيطاليا
فيما يلي قوائم الأحداث التي وقعت خلال عام 1889 في إيطاليا.

## ظهور
- 1 يناير – فالستاف

## مواليد

### مارس
- 8 مارس – أليساندرو شكاريوني لاعب كرة قدم إيطالي.

### مايو
- 25 مايو – الأمير كزافييه دي بوربون عسكري إيطالي.

### سبتمبر
- 24 سبتمبر – بارتولوميو ايمو درّاج طريق إيطالي.

### نوفمبر
- 8 نوفمبر – ألدو كافينيني لاعب كرة قدم إيطالي.

## وفيات

### يونيو
- 29 يونيو – جيلبرتو جوفي (مواليد 1826)

### يوليو
- 16 يوليو – ميكيلي أماري (مواليد 1806)

### أغسطس
- 8 أغسطس – بينيديتو كايرولي (مواليد 1825) سياسي إيطالي.

### أكتوبر
- 18 أكتوبر – أنطونيو ميوتشي (مواليد 1808)

### ديسمبر
- 10 ديسمبر – لورينزو ريسبيغي (مواليد 1824) رياضياتي إيطالي.
- 28 ديسمبر – تيريزا كريستينا إمبراطورة البرازيل (مواليد 1822)